# Dharma Durai
Dharma Durai es una película dramática india de 2016 que retrata la vida en Tamil Nadu, India. Fue dirigida por Seenu Ramasamy y tiene como protagonista a Vijay Sethupathi, acompañado por Tamannaah, Aishwarya Rajesh, Srushti Dange, Raadhika Sarathkumar, Ganja Karuppu y Rajesh en roles secundarios. Producida por RK Suresh y con música de Yuvan Shankar Raja, la producción de la película comenzó en diciembre de 2015 y se estrenó el 19 de agosto de 2016. La película recibió elogios por varios aspectos, entre ellos el galardón obtenido por Vairamuthu por la mejor letra en la 64.ª edición de los Premios Nacionales de Cine.

## Trama
Dharmadurai es conocido como el borracho del pueblo. Sus travesuras son una fuente constante de vergüenza para sus hermanos y su cuñado, quienes manejan un negocio de fondos. Ellos lo mantienen parcialmente vestido en una letrina vacía la mayor parte del tiempo y lo golpean cada vez que trata de enfrentarlos. Las únicas personas que le tienen simpatía son su madre Pandiyamma y su cercano amigo Gopalaswamy.
Un día, cansados de sus travesuras, los hermanos planean asesinarlo, pero Pandiyamma escucha sus conversaciones y ayuda a Dharmadurai a escapar de la letrina durante la noche. Le aconseja que deje la casa para siempre y busque una vida mejor lejos de sus hermanos. Siguiendo este consejo, Dharmadurai toma su ropa vieja y su bolso y se dirige a Madurai. Sin embargo, sin darse cuenta, el bolso contiene el dinero de los fondos de chit. Al día siguiente, cuando sus hermanos descubren que él y el dinero han desaparecido, empiezan a buscarlo, pero finalmente se rinden en su búsqueda.
Luego se revela que Dharmadurai es en realidad un médico general y fue el primer graduado de su pueblo en obtener su título de MBBS en la Facultad de Medicina de Madurai. Durante su tiempo en la universidad, fue parte de un grupo de amigos que incluía a Subhashini y Stella. Ambas mujeres se enamoraron de Dharmadurai, y aunque Stella expresó abiertamente sus sentimientos, Subhashini mantuvo sus emociones en secreto. El Dr. Kamaraj, uno de sus profesores, influyó en Dharmadurai al promover el servicio a los pobres y desamparados en las aldeas en lugar de perseguir el dinero y oportunidades laborales en el extranjero. Inspirados por las ideas del Dr. Kamaraj, los tres amigos decidieron quedarse en India después de graduarse, pero finalmente perdieron el contacto entre ellos.
En medio de sus desafíos actuales, Dharmadurai necesita el apoyo y la orientación de Stella y Subhashini, por lo que se propone encontrar sus direcciones actuales. Después de descubrir que Stella ha fallecido en un accidente automovilístico, visita a Subhashini en el hospital donde trabaja. Sin embargo, Subhashini, que ahora está casada con un médico de Hyderabad, se sorprende por los cambios en Dharmadurai. En una conversación con Subhashini, Dharmadurai comparte las razones detrás de su alcoholismo y cómo ha llegado a este punto en su vida.
Después de graduarse, Dharmadurai regresó a su pueblo y estableció una clínica allí. En un momento, Anbuselvi, una trabajadora agrícola, trajo a unas ancianas enfermas del pueblo a la clínica. Dharmadurai se sintió inmediatamente atraído por Anbuselvi y solicitó el permiso de su padre, Paraman, para casarse con ella, lo cual fue concedido. Anbuselvi también estuvo de acuerdo con el matrimonio y todo se preparó para la ceremonia. Sin embargo, los hermanos de Dharmadurai exigieron una dote de 50 soberanos en adornos de oro y 5,00,000 rupias de Paraman, su padre. Ante la negativa de Paraman a cumplir con su demanda, el matrimonio fue cancelado.
Devastada por el corazón roto y la humillación, Anbuselvi se suicidó. Un Dharmadurai enloquecido por la furia se dio cuenta de que sus propios hermanos eran la razón detrás de la tragedia que acabó con su matrimonio y la vida de Anbuselvi. Lleno de ira y dolor, los atacó sin piedad y estuvo a punto de matarlos, pero fue detenido en el último momento por su madre, Pandiyamma. Con el corazón roto y traicionado, Dharmadurai cerró su clínica y cayó en la espiral del alcoholismo.
Después de escuchar la historia de Dharmadurai, Subhashini lo lleva a su apartamento y lo cuida hasta que se recupera de su adicción al alcohol. Una vez recuperado, Dharmadurai le confiesa sus sentimientos a Subhashini y ella, a su vez, le revela su propia historia dolorosa. Subhashini le cuenta que decidió divorciarse de su esposo después de descubrir que él había provocado un aborto al mezclar píldoras abortivas en su leche mientras estaba embarazada, todo porque se negó a abortar el bebé y mudarse al extranjero como él deseaba. También revela que ha estado enamorada de Dharmadurai desde sus días universitarios.
Dharmadurai y Subhashini comienzan una relación y deciden cohabitar después de que ella se divorcia de su esposo. Dharmadurai retoma su práctica médica en el mismo pueblo y gana reconocimiento por su dedicación a los pobres, desamparados y oprimidos. El Dr. Kamaraj, que ahora es ciego, escucha sobre el trabajo de Dharmadurai y lo visita. Siguiendo el consejo del Dr. Kamaraj, Dharmadurai y Subhashini deciden casarse. Subhashini queda embarazada del hijo de Dharmadurai y lo informa. También aconseja a Dharmadurai que regrese a su pueblo, devuelva el dinero en la bolsa a sus hermanos y les comunique su decisión de casarse. Dharmadurai acepta y vuelve a su aldea para cumplir con estos pasos.
En su aldea, Dharmadurai se entera de que su familia tuvo que desalojar su casa porque se vieron obligados a venderla para compensar a los aldeanos, que habían descubierto que les habían robado el dinero. Cuando va al lugar donde ahora viven su madre y sus hermanos (una choza en medio de un campo), uno de sus hermanos lo golpea con una llave inglesa, enfurecido porque los había llevado a la pobreza al robar el dinero del fondo chit. . Pero cuando se da cuenta de que había devuelto el dinero, se arrepiente de su acción. Pandiyamma lleva a Dharmadurai al hospital, donde lo trata su compañero de lote, a quien había atacado en la universidad. Mientras se recupera en el hospital, recibe una llamada de Subhashini, pidiéndole que regrese lo antes posible y que tanto Subhashini como el bebé por nacer lo están esperando.

## Elenco
- Vijay Sethupathi como Dr. Dharmadurai
- Tamannaah como Dr. Subhashini
- Aishwarya Rajesh como Anbuselvi
- Srushti Dange como Dr. Stella
- Ganja Karuppu como Gopal
- M. S. Bhaskar como Paraman
- Aruldoss como Beemaraasu
- P. S. Ganesh
- Rajesh como Dr. Kamaraj (conocido también como Muniyandi)
- Raadhika Sarathkumar como Pandiyamma
- Soundararaja como Archunan
- Madhuvanti Arun como inspector de policía
- Vishalini como sobrina de Dharmadurai
- Florent Pereira como padre de Stella
- Saravana Sakthi
- R. K. Suresh en una corta aparición en la canción Makka.
- Seenu Ramasamy en una corta aparición en la canción Andipatti.
- Jeeva Subramanian como ella misma, doctora sustituta de Dr. Dharma Durai

## Producción
En noviembre de 2015, Seenu Ramasamy anunció que dirigiría una película protagonizada por Vijay Sethupathi y producida por RK Suresh de Studio 9 Productions. Poco después de que se hiciera público el proyecto, Anand Kumaresan, quien había comenzado a trabajar en una película titulada "Vasantha Kumaran" con el actor y productor en 2012, solicitó explicaciones sobre el retraso de su propio proyecto. La película "Vasantha Kumaran" había sido previamente interrumpida debido a una disputa entre Suresh y Vijay Sethupathi. Los responsables de "Dharma Durai" revelaron que estaban en negociaciones con Lakshmi Menon, Aishwarya Rajesh y Gayathrie para ocupar tres de los cuatro roles femeninos principales en la película.
La película comenzó a producirse a mediados de diciembre de 2015, con las actrices Tamannaah, Sshivada, Aishwarya Rajesh y Srushti Dange anunciadas como parte del elenco. Raadhika interpretaría a la madre de Sethupathi.

## Música
La banda sonora de "Dharma Durai" (2016) fue creada por Yuvan Shankar Raja. El álbum en tamil se presentó en un evento llevado a cabo en Sathyam Cinemas, Chennai, el 2 de agosto de 2016.